# Aubencheul-aux-Bois
Aubencheul-aux-Bois is een gemeente in het Franse departement Aisne (regio Hauts-de-France) en telt 272 inwoners (1999). De plaats maakt deel uit van het arrondissement Saint-Quentin.

## Geografie
De oppervlakte van Aubencheul-aux-Bois bedraagt 2,1 km², de bevolkingsdichtheid is 129,5 inwoners per km².
De onderstaande kaart toont de ligging van Aubencheul-aux-Bois met de belangrijkste infrastructuur en aangrenzende gemeenten.

## Demografie
Onderstaande figuur toont het verloop van het inwonertal (bron: INSEE-tellingen).

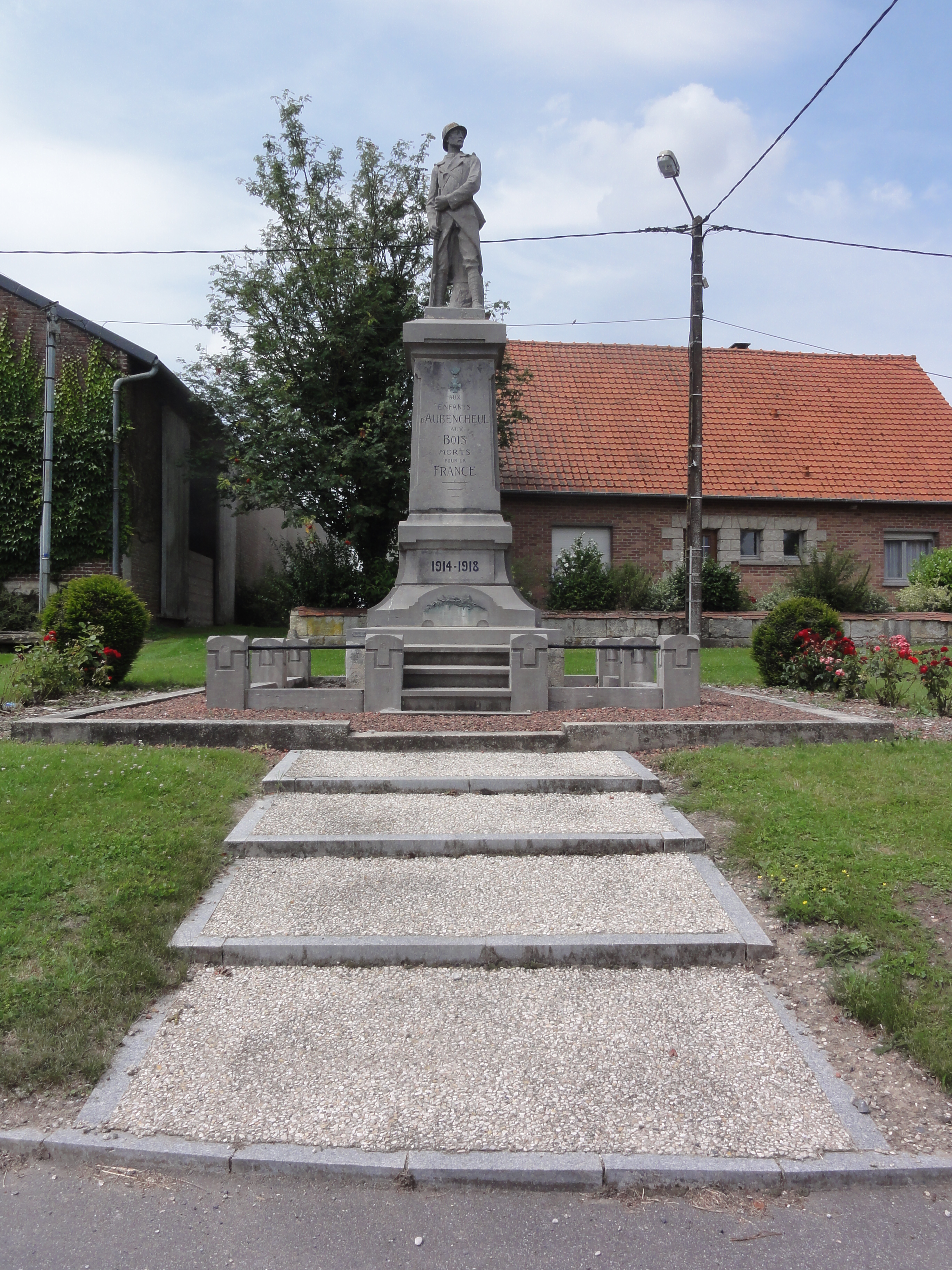
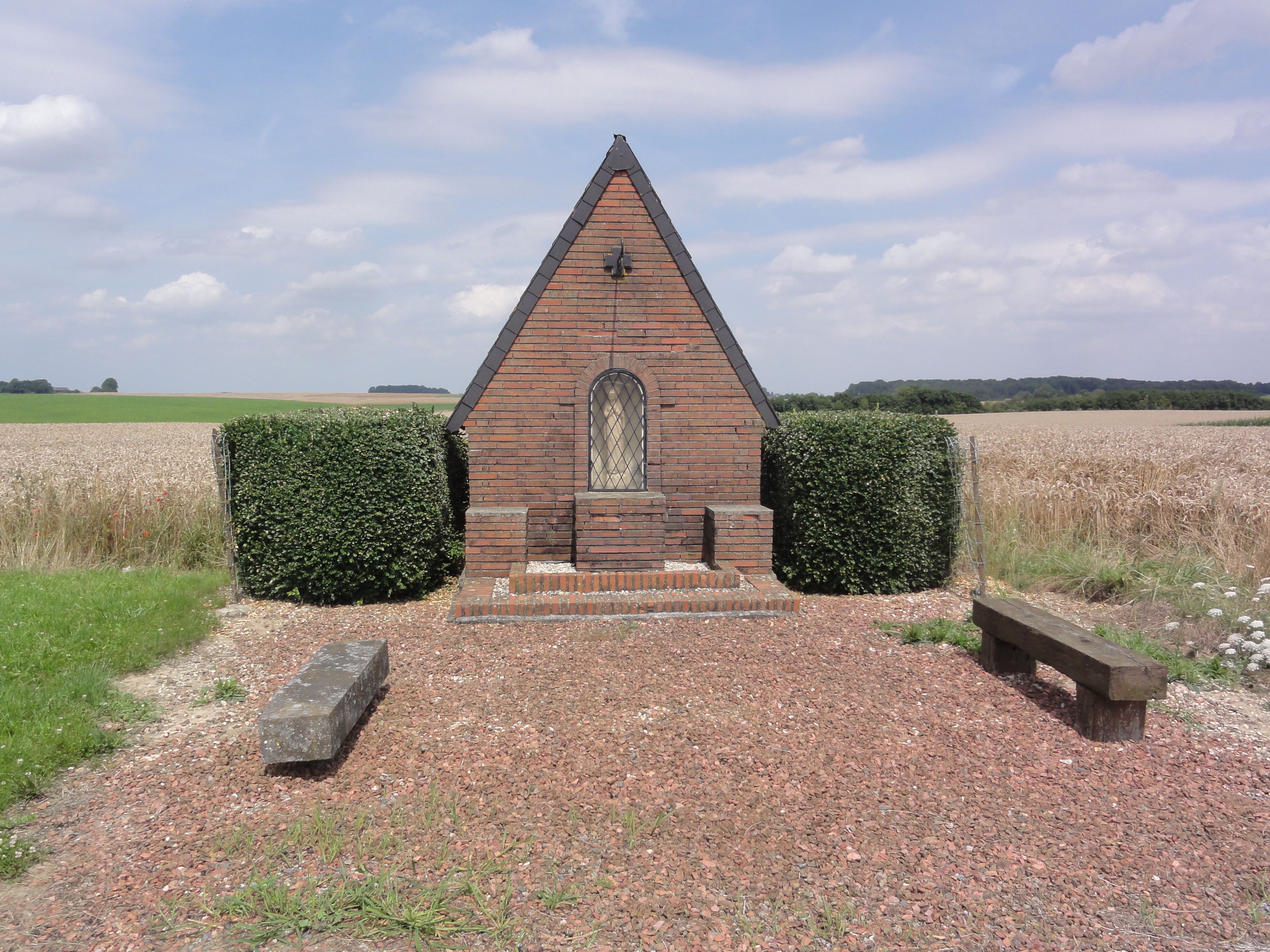
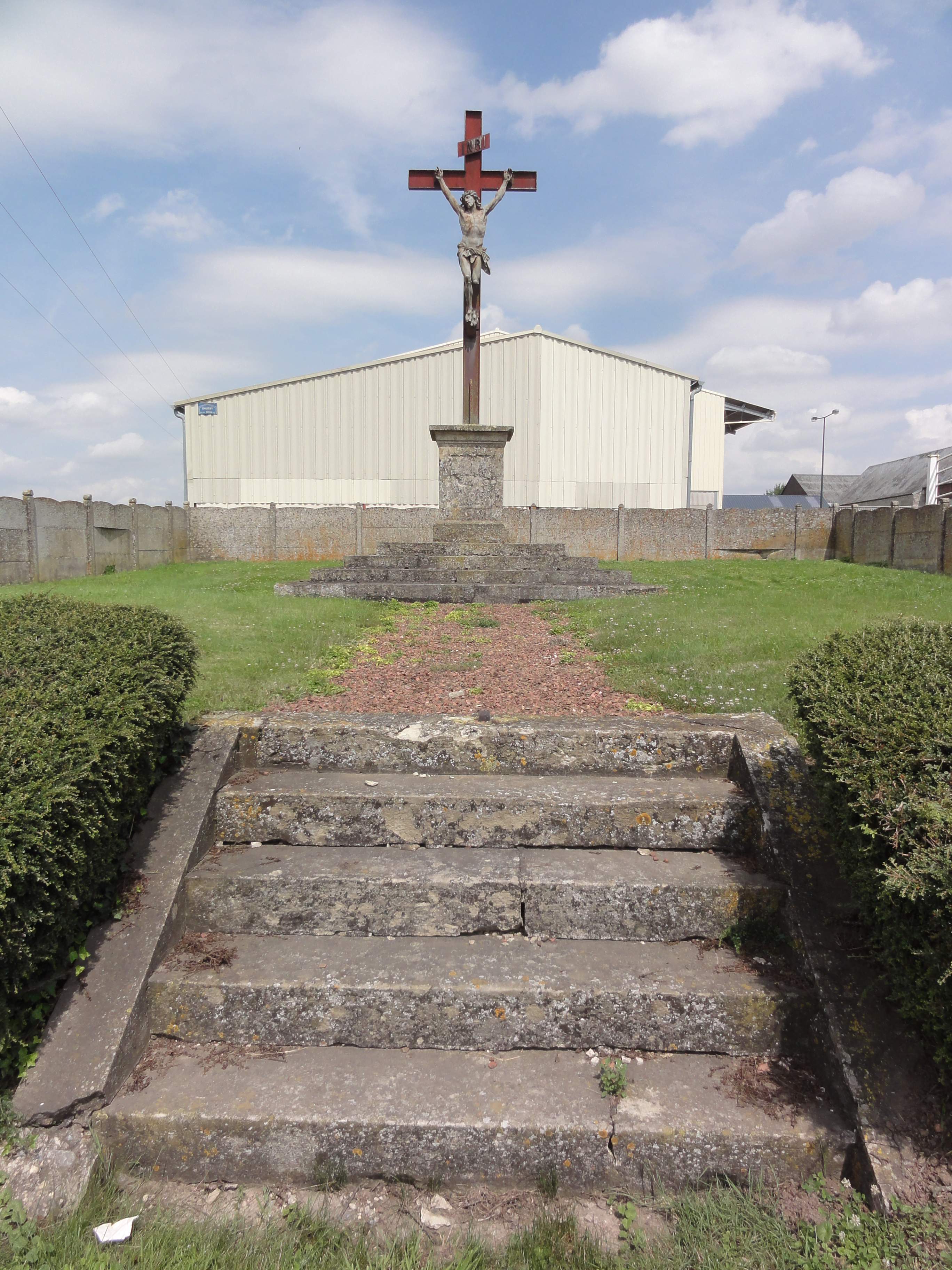
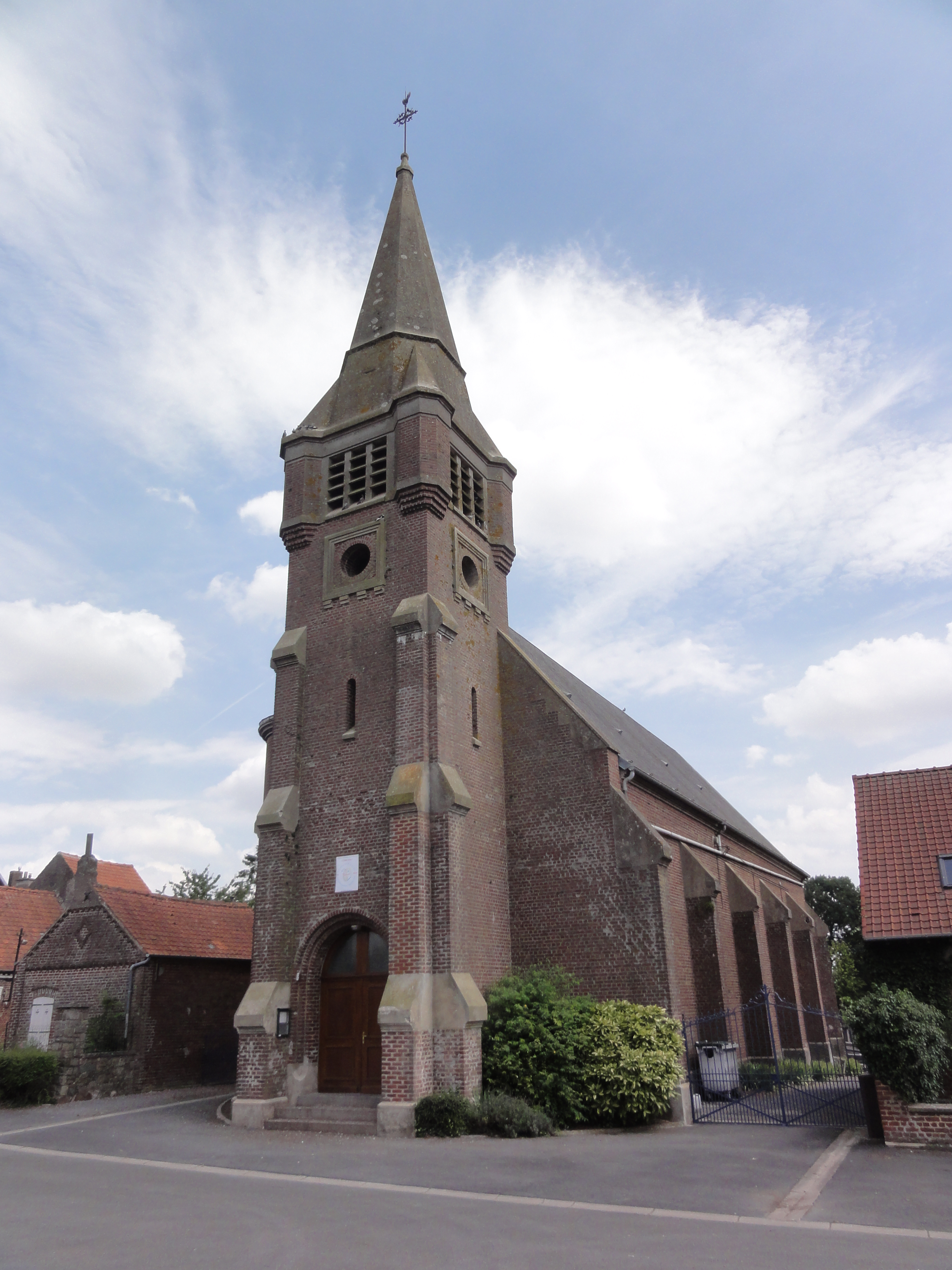
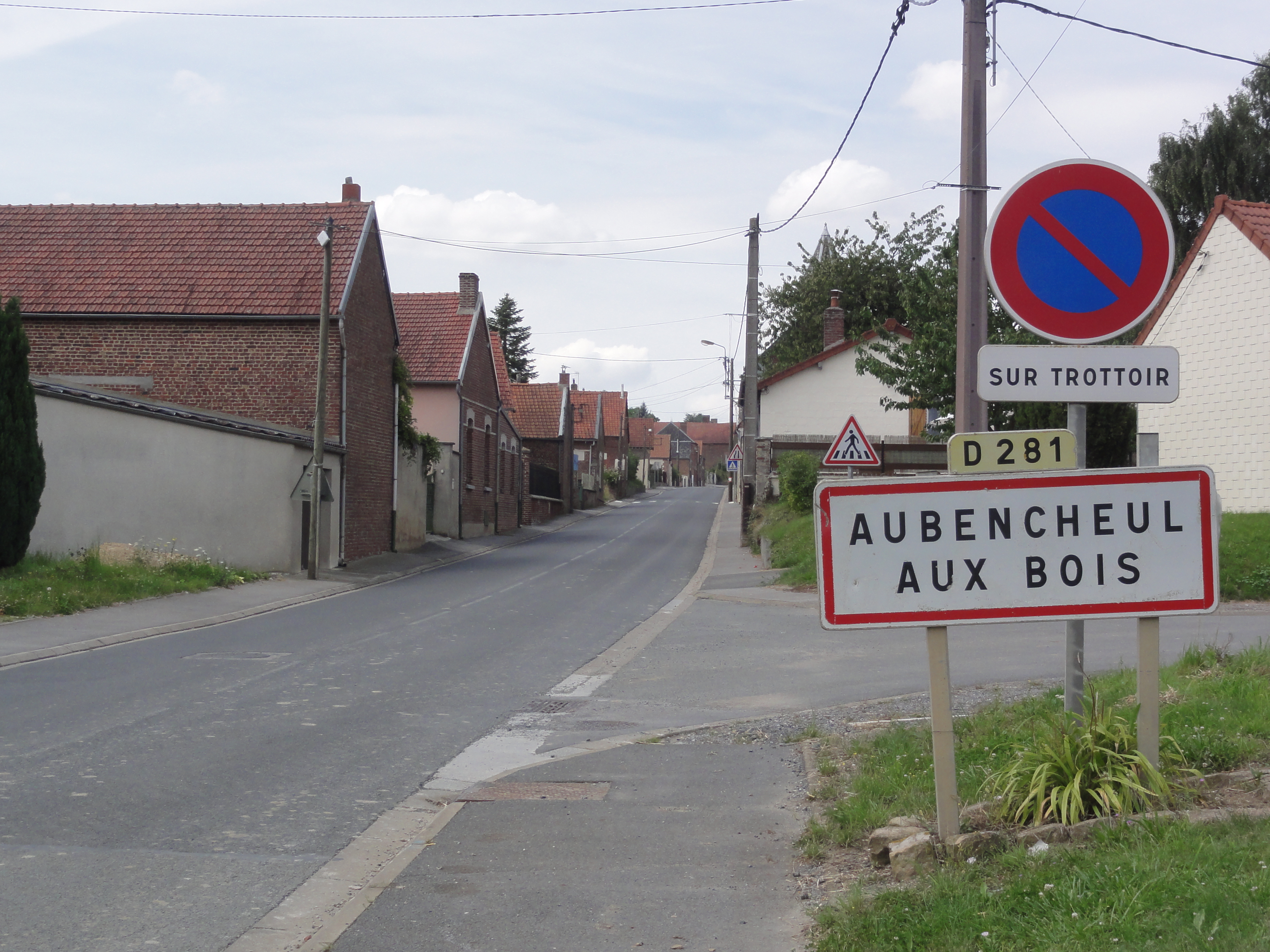

Vanwege een beveiligingsprobleem met de MediaWiki Graph-software is het momenteel niet mogelijk deze grafiek weer te geven. Zodra de software is bijgewerkt zal de grafiek vanzelf weer zichtbaar worden.
1. ↑  Populations de référence 2022.